# Acton Vale
Acton Vale è una città canadese nel Québec, venne fondata nel 1862. 
Il pittore Serge Lemoyne è nato in questa città. Un parco fu intitolato al suo nome nel 2003.
"La Pensée de Bagot" è il giornale comunale.

## Istruzione
La città ha cinque scuole:
- Scuole Sacré-Coeur (scuola materna)
- Scuole Saint-André (primario)
- Scuole Roger-Labrèque (primario)
- Polyvalente Robert-Ouimet (secondario)
- centro di formazione degli adulti

## Società

### Religione
La città di Acton Vale conta molti luoghi di culti; 
- Chiesa cattolica romana (curato Joseph Lèbre)
- Chiesa battista evangelica (Modérateur Giorgio Corriveau)
- Chiesa anglicana
- Sala del regno (Jéhovah)

## Città vicine
|              | Nord: Saint-Théodore-d'Acton          |                       |
| ovest: Upton | Acton Vale                            | Est: Sainte-Christine |
|              | Sud: Saint-Valérien-de-Milton, Roxton |                       |